# Мокеев, Василий Яковлевич

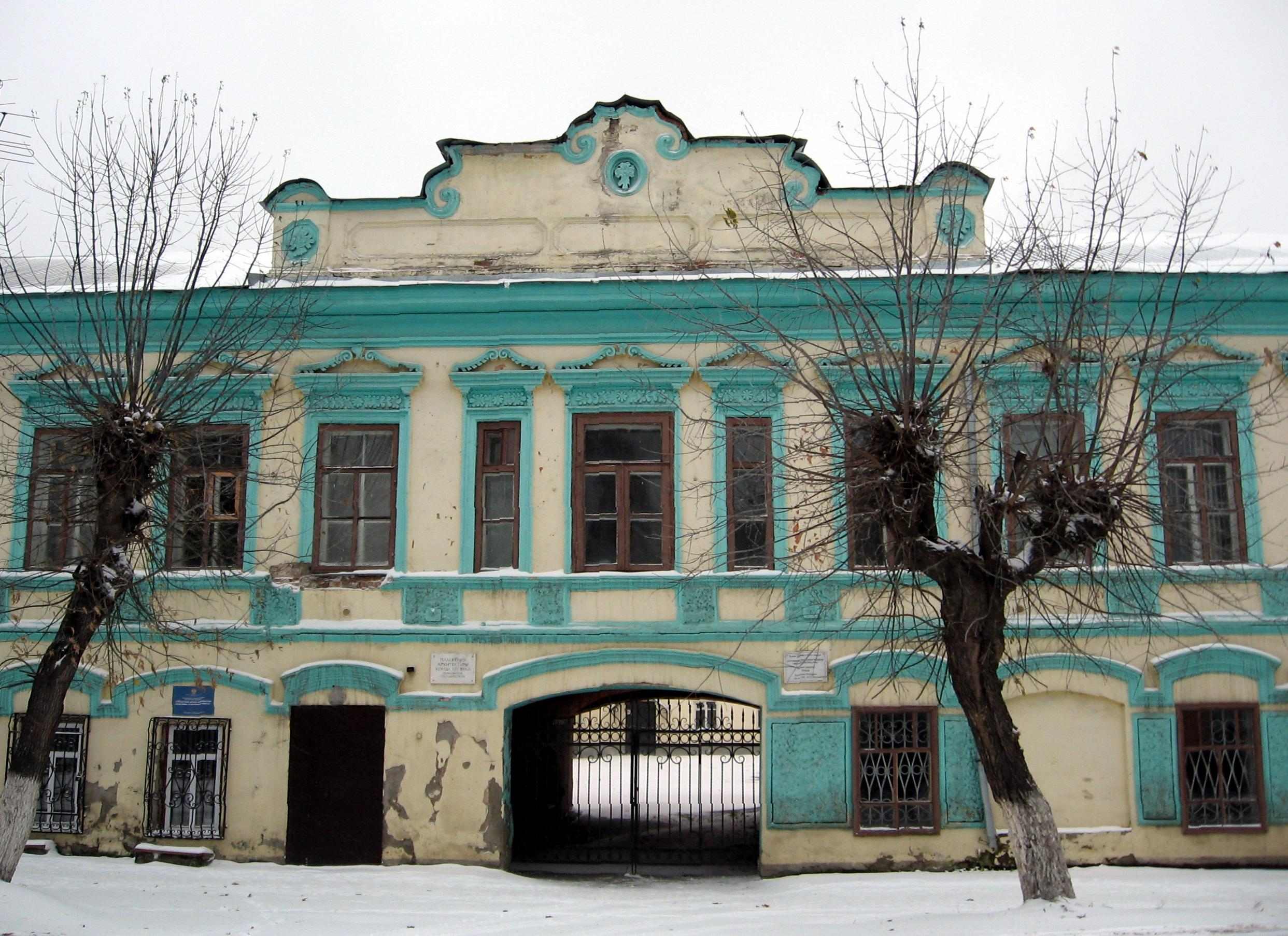
Жилой дом В.Я. Мокеева, г. Шадринск, ул. Михайловская, 76.

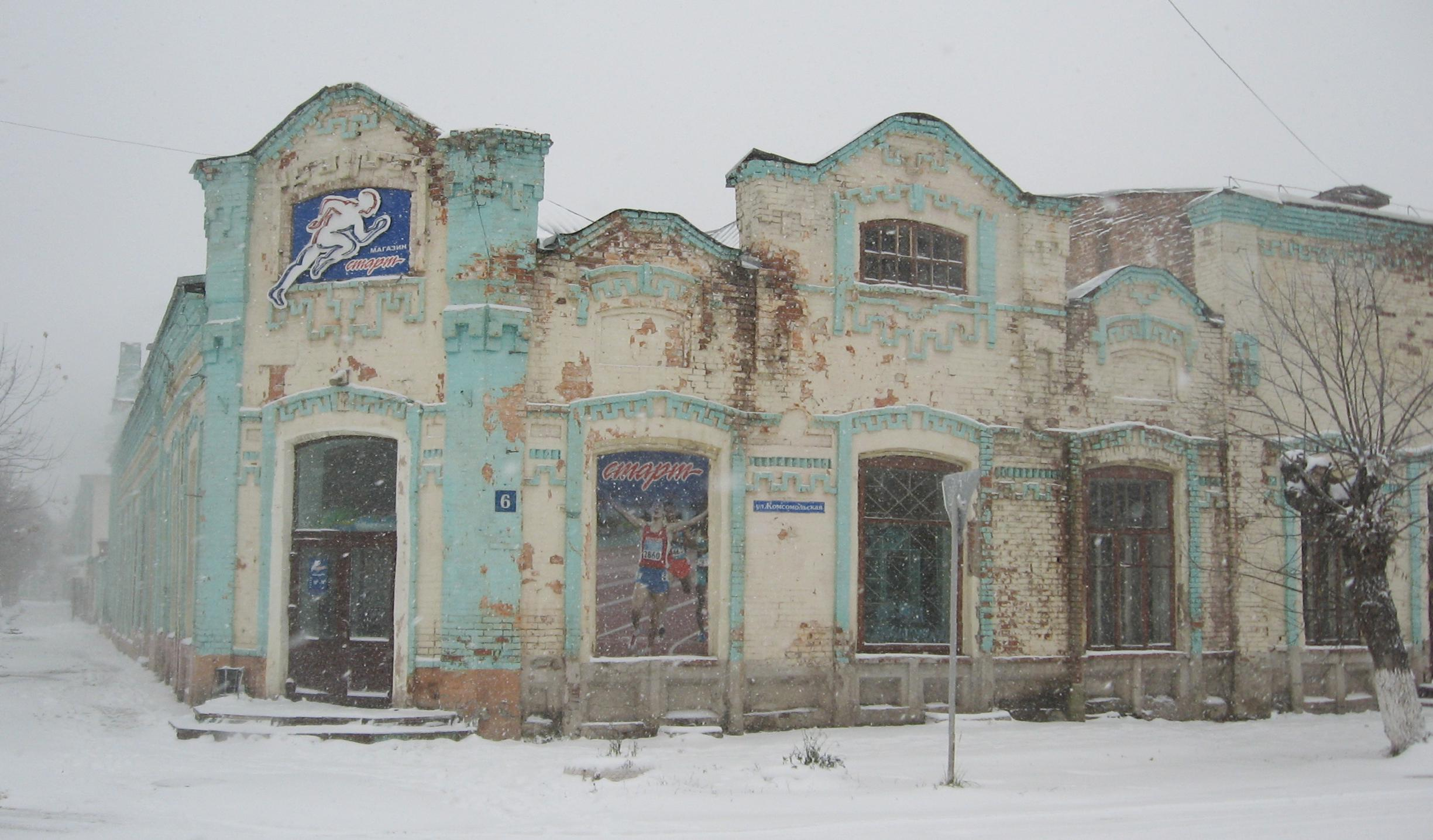
Магазин В.Я. Мокеева, г. Шадринск, ул. Комсомольская, 6.

Василий Яковлевич Мокеев (31 декабря 1858  [12 января 1859], Шадринск, Пермская губерния — 26 ноября 1932, Шадринск, Уральская область) — российский государственный деятель, городской голова города Шадринска (1906—1917), шадринский 1 гильдии купец.

## Биография
Василий Мокеев родился 31 декабря 1858 (12 января 1859) года в купеческой семье в городе Шадринске Шадринского уезда Пермской губернии, ныне город областного подчинения Курганской области.Семья торговала галантерейным, игольным и москательным товаром. Получил домашнее воспитание.
Имея большое имущество, Василий Мокеев приумножал его и из второго купеческого сословия, перешел в первое. К наследным домам по ул. Преображенской и Набережной, складам товаров, торговым лавкам в городе Шадринске и селе Мехонском, приобрёл склад керосина, каменную лавку и кладовую в селе Крестовском, арендовал семь лавок на Михайловской площади Шадринска.
В 1893—1896 годах — член Шадринского сиротского суда.
В 1893—1901 годах — торговый депутат по городу Шадринску.
С января  1894 года избирался гласным Шадринской городской Думы (всего в Думе было 35 гласных).
В 1894—1897 годах — член Шадринского уездного податного присутствия по гильдейским предприятиям; член Крестовско-Ивановского ярмарочного комитета.
16 (28) октября 1896 года стал членом Императорского православного палестинского общества.
Был членом пчеловодного кружка. «Желая оказать помощь развитию пчеловодного дела в г. Шадринске и увеличению площади древесных полезных насаждений», в 1898 году решением городской управы ему было выделено две десятины земли за плату по 2 руб. в год в арендное содержание на 12 лет «в городском выгоне на «Ключах» рядом с пасекой». Здесь он построил дачу, разводил древесные насаждения, засадил участок медоносными травами.
Жертвовал в пользу единоверческой Христорождественнской церкви села Снигирёво Ишимского уезда Тобольской губернии, церкви с. Духовского Ялуторовского уезда Тобольской губернии, «в чем ему преподано благословение Святейшего синода».
Главным делом своей жизни  считал создание и благоустройство Богородице-Успенской женской обители, в народе именуемой «пустынькой». В 1900 году Мокеев обратился к епископу Тобольскому и Сибирскому Антонию с просьбой разрешить построить недалеко от села Рафайлово Ялуторовского уезда Тобольской губернии часовню и организовать здесь женскую общину. Купец обязался обеспечить устройство общины денежным вкладом в размере 16000 рублей и принял на свой счёт устройство храма, ограды и дома для священника. Через три года в пустыньке появились два деревянных жилых корпуса для сестёр, а также был заложен двухэтажный каменный храм в честь Успения Пресвятой Богородицы. Затем на территории обители с помощью Мокеева появились хозяйственные постройки: амбары, колодцы и скотный двор. Вокруг храма был разбит яблоневый сад, высажены другие деревья и кустарники.
С 1900 по 1904 год — член учётного комитета при шадринском Общественном банке.
С 1902 по 1905 год — церковный староста Николаевской церкви города Шадринска по выбору прихожан.
27 октября (9 ноября)  1902 года купил «имение» чиновника Александра Ильина Малюги, наследника купца И.П. Малюги. Сам поселился в доме, к которому пристроил магазин, самый большой в городе Шадринске.Во время Великой Отечественной войны и до 1950 годов в здании был карбюраторный цех Шадринского автоагрегатного завода имени Сталина. Ныне в здании расположен магазин спортивных товаров, ул. Комсомольская, 6 / ул. Михайловская, 76.
С 1904 по декабрь 1906 года — Шадринский купеческий староста.
26 февраля (11 марта)  1906 года избран Городским головой. Лично инспектировал состояние дорог, заборов и мостов города, каждую жалобу разбирал лично.
В 1907 году «Трудами и пожертвованиями» В.Я. Мокеева было построено Реальное училище (ныне школа № 10). Это было мужское 7-классное училище для состоятельных учеников (после 3-х классного начального), с уклоном в естественные науки.
В 1908 году Земским собранием выбран почётным мировым судьей.
К 1908 году приобрел «дом со службами деревянные бывшие Клавдии Кузнецовой», полукаменный двухэтажный дом, каменные и деревянные надворные постройки, каменное жилье и хозяйственные помещения с павильоном для фотографии бывшие Зикеева, корпус Павловых, имение мещанина И.Г. Ростопчина на углу ул. Соснинской, Земляной и Рыбной.
Сохранилось заявление В.Я. Мокеева от 9 (22) мая 1908 года, где он «отказывался от должности Городского головы ввиду домашних обстоятельств».
С 1909 года — Шадринский купеческий староста.
С 1912 года гласный Шадринского уездного земского собрания.
25 марта (7 апреля)  1913 года в Шадринск пришёл первый поезд. Шадринский купец 2-й гильдии Александр Алексеевич Лещёв добился постройки железной дороги. В.Я. Мокеев вкладывал деньги в строительство железной дороги Синарская — Шадринск. Вместе с А.А. Лещёвым и железнодорожными техниками прошёл трассу будущей железной дороги, намечая выгоднейший маршрут.
Был Членом попечительского совета Шадринской женской гимназии, попечителем 2-го Шадринского мужского приходского училища, Шадринской земской больницы.
На средства В.Я. Мокеева в городе построена первая электростанция (ныне баня № 1), первая телефонная станция (в здании городской управы), дом призрения при церкви Николая Чудотворца, начато строительство нового здания Реального Училища (ныне Шадринский государственный педагогический университет).
Перед событиями 1917 года купил в Шадринске здание по ул. Р. Люксембург, 14. Всего перед Революцией 1917 года имел жилые помещения в Шадринске: по ул. Преображенской, по Петропавловской – два, по Михайловской – три, по Николаевской – два, по Московской – два, по Екатеринбургской – три, по Воскресенской - одно. Шесть из них было оформлено на сына Якова.
Мокеев первый в Шадринске приобрел автомобиль коричневого цвета, на нем ездил его сын Яков, возил отца.
В апреле 1917 года состав городской Думы был пополнен представителями демократических элементов — 26 человек. Новые гласные приступили к работе с 21 апреля (4 мая)  1917 года. Городским головой остался В.Я. Мокеев. 23 мая (5 июня)  1917 года городская Дума выделила 1500 рублей на содержание Совета рабочих и солдатских депутатов.
26 июля (8 августа)  1917 года и 28 июля (10 августа)  1917 года Шадринской городской Думой избрана Городская Управа. Городским головой стал Адриан Гордеевич Моисеев.
30 июня 1918 года шадринское купечество во главе с В.Я. Мокеевым вшло с хлебом-солью встречать освободителей — белочехов.
В 1919 году лишился своего состояния и положения, все свое имущество он отдал советской власти добровольно.
Последние годы жил с дочерью Екатериной Васильевой Пахомовой, в «Мокеевском доме» по ул. Михайловской, 118.  По воспоминаниям очевидцев, жил бедно, собирал милостыню вместе с бывшей купчихой Лысовой.
Василий Яковлевич Мокеев умер 26 ноября 1932 года в городе Шадринске Шадринского района Уральской области, ныне город областного подчинения Курганской области. Место захоронения неизвестно.

## Награды
- Золотая медаль «За усердие» на Александровской ленте, март 1909 года
- Медаль «В память коронации императора Александра III»
- Медаль «В память коронации Императора Николая II»
- Серебряная медаль на Станиславской ленте, 29 июня (12 июля)  1909 года, за заслуги по духовному ведомству
- Серебряный жетон Императорского человеколюбивого общества, состоящего под августейшим покровительством государыни императрицы Александры Федоровны, установленный Советом общества для жертвователей.
- Бронзовая медаль, за предприятие по вывозу яиц на заграничные рынки, Екатеринбургское отделение Российского общества сельскохозяйственного птицеводства, сентябрь 1904 года
- Похвальный лист, за хорошую упаковку яиц, Екатеринбургское отделение Российского общества сельскохозяйственного птицеводства, сентябрь 1904 года

## Память
- Улица Василия Мокеева, расположена в северной части города Шадринска, название присвоено новой улице 2 июня 2011 года.
- Мемориальная доска на здании Зауральского колледжа физической культуры и здоровья, открыта в мае 2019 года[8]

## Семья
Самые ранние документы о семье Мокеевых имеются в ревизии за 1795 года: «Цеховые. Семен Андреев Мокеев — 65 лет, женат на крестьянской дочери Анне Филипповой Кузнецовой — 65 лет. Какого промысла — меди отливного. У него сын Федор — 41 год, женат на крестьянской дочери девице Авдотье Петровой Биляевской — 40 лет. У них дети: Петр — 18 лет, дочь Марфа — 2 лет. В 1795 году Федор — Градской голова».
- Дед, Василий Петров Мокеев (1794/95—1 (13) октября 1865 года), с 1848 года перечислен из мещанского в купеческое сословие
- Бабушка, Анисья Ефимова (вторая жена Василия, 1796—22 марта (3 апреля)  1870 года)
  - Отец, Яков Васильев Мокеев (1824—1869)
  - Мать, Парасковья Степанова (1828—14 (26) августа 1897 года)
- Первая жена, с 8 (20) апреля 1877 года Парасковья Васильева (1860—22 июня (4 июля)  1896 года, после родов), дочь «временного купца» Василия Петрова Журавлева
  - Сын Василий (1879—?), умер в детстве
  - Дочь Марья (1880—?), умерла в детстве
  - Дочь Екатерина (1881—28 февраля 1921); 23 мая (5 июня)  1901 года  вышла замуж за солдатского сына Николая Константинова Пахомова, 20 лет.
  - Сын Яков (1883—?), в 1919 году ушёл с отступающими белыми. Дальнейшая судьба неизвестна.
  - Дочь Ираида (1886—?); 5 (18) февраля 1903 года вышла замуж за Екатеринбургского уезда Каслинского завода крестьянина Петра Михайлова Блиновскова.
  - Дочь Наталья  (1888—?); 12 (25) сентября 1907 года вышла замуж за шадринского мещанина Василия Васильева Гусева, 25 лет.
  - Дочь Александра (1892—15 (27) июля 1896 года)
  - Сын Николай (1895—7 (19) июля 1896 года)
  - Сын Герман (1896—19 (31) июля 1896 года)
- Вторая жена, с 5 (18) февраля 1902 года мещанская вдова Ольга Алексеева Неволина (1872—?), ей
  - Дочь Мария (1907—?)
  - Сын Василий (1909—?), умер в детстве
- Третья жена, с 11 (24) февраля 1911 года крестьянская вдова 2-го брака из села Ольховского Шадринского уезда Дарья Матвеева Горожанцева (1858—?)